# Cseresnyés Ferenc
Cseresnyés Ferenc (eredeti neve: Kirschentanter Ferenc) (Teremi, 1877. október 7. – Budapest, 1964. április 10.) gyógypedagógus, a Magyarországi Vakok Országos Intézetének tanára.

## Életpályája
1929–1933 között szerkesztette a Siketnémák és Vakok Oktatásügye című folyóiratot. A vakok számára az 1930-as években Braille-rendszerű térképeket készített Magyarországról.
Kezdeményezése világszerte feltűnést keltett és számos követője lett.
Sírja a Farkasréti temetőben található (6/18-1-71).

## Családja
Szülei: Kirschentanter Ferenc és Gehler Terézia voltak. 1921. augusztus 1-én, Vasszécsenyben házasságot kötött Császár Ilonával.